# Cap-Santé
Cap-Santé est une ville canadienne au Québec, chef-lieu de la MRC de Portneuf, dans la région de la Capitale-Nationale. Elle fait partie de l'Association des plus beaux villages du Québec. Il existe à Cap-Santé plusieurs maisons du XVIIIe siècle fort bien conservées, qui ont valu au Vieux Chemin d'être classé parmi les rues les plus pittoresques au Canada.

## Toponymie
Le nom de Cap-Santé est apparu pour la première fois en 1679, dans le nom de la paroisse de La Sainte-Famille-du-Cap-Santé. Plusieurs hypothèses ont été avancées pour expliquer ce nom inhabituel. Il semble, selon la Commission de toponymie du Québec, qu'il faille associer ce nom à l'ancien français santeif ou santif, ce qui se traduirait donc par cap sain. En fait, c'est Cap de la sente. En ancien français, sente signifie un chemin de traverse. Le chenail naturel du fleuve St-Laurent traverse du sud au nord à la hauteur de Cap-Santé. Les bateaux qui remontaient le fleuve devaient donc traverser du sud au nord par cette sente.
« Celle-ci devint par la suite la municipalité de la paroisse de Sainte-Famille (1855), puis la municipalité de Cap-Santé (1979) et enfin la ville de Cap-Santé (2000) ».

## Devise, armoiries et drapeau

### Devise
« EX UNITAE VIRES » : l'union fait la force. La devise se réfère aux trois chevrons entrelacés qui figurent dans les armoiries de la ville.

### Armoiries
Dans les armoiries de Cap-Santé, les « trois chevrons » entrelacés symbolisent un cap. Ils sont trois pour symboliser la paroisse de Cap-Santé qui est placée sous le patronage de la Sainte-Famille. Cap-Santé est situé dans le comté de Portneuf et le territoire de la paroisse faisait autrefois partie de la baronnie du même nom, c'est pourquoi la partie supérieure du blason de Cap-Santé évoque le souvenir de la famille Robineau qui a laissé son nom territorial « Portneuf » à la baronnie et au présent comté de Portneuf. La famille Robineau de Bécancourt et de Portneuf portait des armes : « d'azur à la cotice d'or, accompagnée de six étoiles du même posées en orle ». Lors de l'érection de la baronnie de Portneuf, le roi Louis-XIV permit à la famille Robineau d'ajouter à ses armes une fasce de gueules chargée d'une fleur de Lys d'or. C'est pour rappeler le souvenir de la famille Robineau que le « chef », c'est-à-dire la partie supérieure des armoiries de Cap-Santé est « rouge » et chargée d'une fleur de lys et de deux étoiles d'or.

### Drapeau
En 2019 , la ville décide de modifier son drapeau afin que celui-ci reflète plus fidèlement ses caractéristiques particulières et intègre un élément unique de Cap-Santé : le Fort Jacques-Cartier. Le drapeau flottant au mât du fort symbolise la présence du vent de St-Laurent, d'une communauté unie et dynamique. Enfin, les traits de pinceau bleus et verts représentent le fleuve, l'agriculture et l'attachement de la ville à la défense des arts.

## Histoire

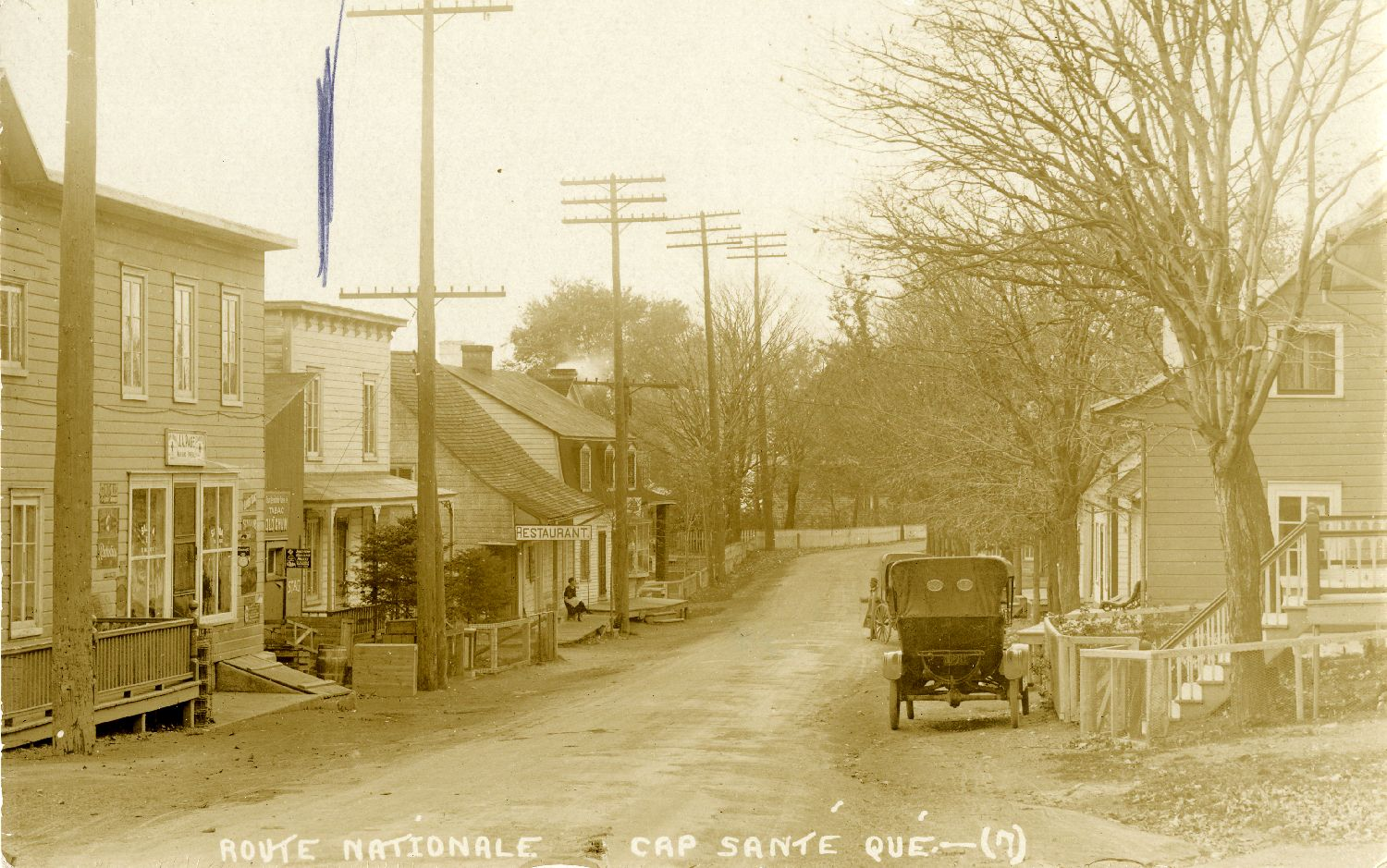
Route nationale à Cap-Santé, 1930

En 1636, la Compagnie des Cent-Associés promet à Jacques Le Neuf de la Poterie une concession sur les hauteurs de Cap-Santé et de Portneuf (acte de concession qui sera officialisé en 1647). Quelques années plus tard, en 1640, une première tentative d'établissement sur les bords de la rivière Portneuf échoue, échec qui serait attribué au "péril iroquois".
En 1659 la concession du fief Jacques-Cartier est accordée à Dame Gagnier. La présence coloniale commence à véritablement se faire sentir avec l'établissement permanent des premiers colons en 1675 et par l'ouverture du premier registre de la paroisse de Cap-Santé en 1679. Cette date sera désormais considérée comme date de la fondation de Cap-Santé.
La seigneurie de Portneuf est érigée en baronnie en 1681. Robert Germain, premier cultivateur de Cap-Santé, se fait octroyer une concession en 1684. Il faudra attendre 25 ans, soit en 1709, pour voir la construction du premier presbytère-chapelle et 5 ans de plus (1716) pour l'érection canonique de la paroisse de la Sainte-Famille du Cap-Santé. C'est à cette époque que se construit la première église, qui sera bénie par le curé Charles Rageot-Morin, premier curé de Cap-Santé en 1718.
La construction de l'église actuelle débute en 1755. Sa construction sera brusquement interrompue par la guerre de Conquête dont les effets se répercutent jusqu'à Cap-Santé. Le sieur de Montcalm voulant s'assurer de préserver un maximum de territoire de la colonie dans la crainte d'une prise de la ville de Québec par les anglais, ordonne la construction d'une position défensive à la rivière Jacques-Cartier. Un fort est donc construit sur le haut du Cap à l'embouchure de la rivière. En 1759, les matériaux dédiés à la future église sont réquisitionnés et servent à la construction du fort Jacques-Cartier. À la suite de la défaite des troupes françaises lors de la bataille des plaines d'Abraham, cette dernière se replie au fort Jacques-Cartier pour y passer l'hiver. C'est de Cap-Santé que Lévis, qui a installé ses quartiers d'hiver au fort, amorcera la riposte française du printemps 1760, plus connue sous le nom de la Bataille de Ste-Foy.
Au terme de la guerre de Conquête, les anglais ne voyant pas d'avantage stratégique à conserver le fort, il ne fut pas conservé. La population ira reprendre ses matériaux afin de poursuivre la construction de l'église qui sera terminée en 1767.

## Géographie
La rivière Jacques-Cartier délimite l'est de la municipalité en coulant vers le sud-ouest jusqu'à son embouchure dans l'estuaire du Saint-Laurent.

## Démographie

### Population
| 1981  | 1986  | 1991  | 1996  | 2001  | 2006  | 2011  | 2016  | 2021  |
| ----- | ----- | ----- | ----- | ----- | ----- | ----- | ----- | ----- |
| 2 463 | 2 438 | 2 563 | 2 615 | 2 571 | 2 666 | 2 996 | 3 400 | 3 594 |

### Langue maternelle
En 2006 :
- Français seulement : 96,0 %
- Anglais seulement : 2,7 %
- Français et anglais : 0 %
- Autre langue : 1,3 %

## Administration
Les élections municipales se font en bloc et suivant un découpage de six districts.
| Cap-Santé Maires depuis 2003                                                                                         |                      |                                           |          |
| Élection | Maire                | Qualité                                   | Résultat |
| 2003 | Jean-Yves Nobert     | Fonctionnaire                             | Voir     |
| 2005 | Jeanne Noreau        | Conseillère en orientation                | Voir     |
| 2009 | Jean-Yves Nobert (2) | Retraité, fonctionnaire                   | Voir     |
| 2013 | Denis Jobin          | Retraité, gestionnaire                    | Voir     |
| 2017 | Denis Jobin          | Retraité, gestionnaire                    | Voir     |
| 2018 | Michel Blackburn     | Préfet-suppléant, représentant commercial | Voir     |
| 2021 | Michel Blackburn     | Préfet-suppléant, représentant commercial | Voir     |
| Élection partielle en italique Depuis 2005, les élections sont simultanées dans toutes les municipalités québécoises |                      |                                           |          |

## Ensemble d'immeubles patrimoniaux du fort-Jacques-Cartier-et-du-Manoir-Allsopp
"L'ensemble d'immeubles patrimoniaux du fort-Jacques-Cartier-et-du-Manoir-Allsopp comprend les vestiges d'un poste militaire aménagé en 1759 ainsi qu'un ancien manoir seigneurial construit au milieu du XVIIIe siècle. Le fort Jacques-Cartier est un ouvrage fortifié de campagne dont l'aménagement a modifié la topographie du site, lequel présente encore des dépressions et des proéminences à l'emplacement des vestiges. Le manoir Allsopp est une résidence en pierre construite selon un plan rectangulaire d'un étage et demi et coiffée d'un toit à deux versants. Ses murs sont revêtus de planches à clins. Une annexe est greffée au mur nord. L'ensemble est situé en bordure du chemin du Roy, sur un promontoire, au confluent de la rivière Jacques-Cartier et du fleuve Saint-Laurent, dans la municipalité de Cap-Santé."L'ensemble a été classé en 1978.
En 1998, un comité piloté par le maire de l'époque Roger Dussault, est formé afin d'étudier la possibilité d'acquérir l'ensemble patrimonial et d'en faire un musée. Le comité opte pour une collecte de fonds privés pour réaliser son acquisition. Le projet ne verra pas le jour et le manoir change de propriétaire, racheté par Steeve Moisan et Catherine Gauthier. Pour la première fois de son histoire le manoir n'est plus une propriété de la famille Allsopp. Il faudra attendre 2012 pour que le couple mette en vente le manoir, créant une nouvelle opportunité pour la ville d'en faire l'acquisition. Le Conseil de ville de l'époque confie alors à Denis Jobin, maire-suppléant et président du conseil du patrimoine culturel, la tâche de trouver un projet porteur pour en justifier l'acquisition. Un avis de réserve est émis sur la propriété par la municipalité. 
Ce n'est qu'en 2018 qu'une proposition de mise en valeur viable est déposée. Le projet d'envergure régionale obtient le support de la MRC de Portneuf et la ville de Cap-Santé fait l'acquisition de l'ensemble en 2019.

## Église Sainte-Famille

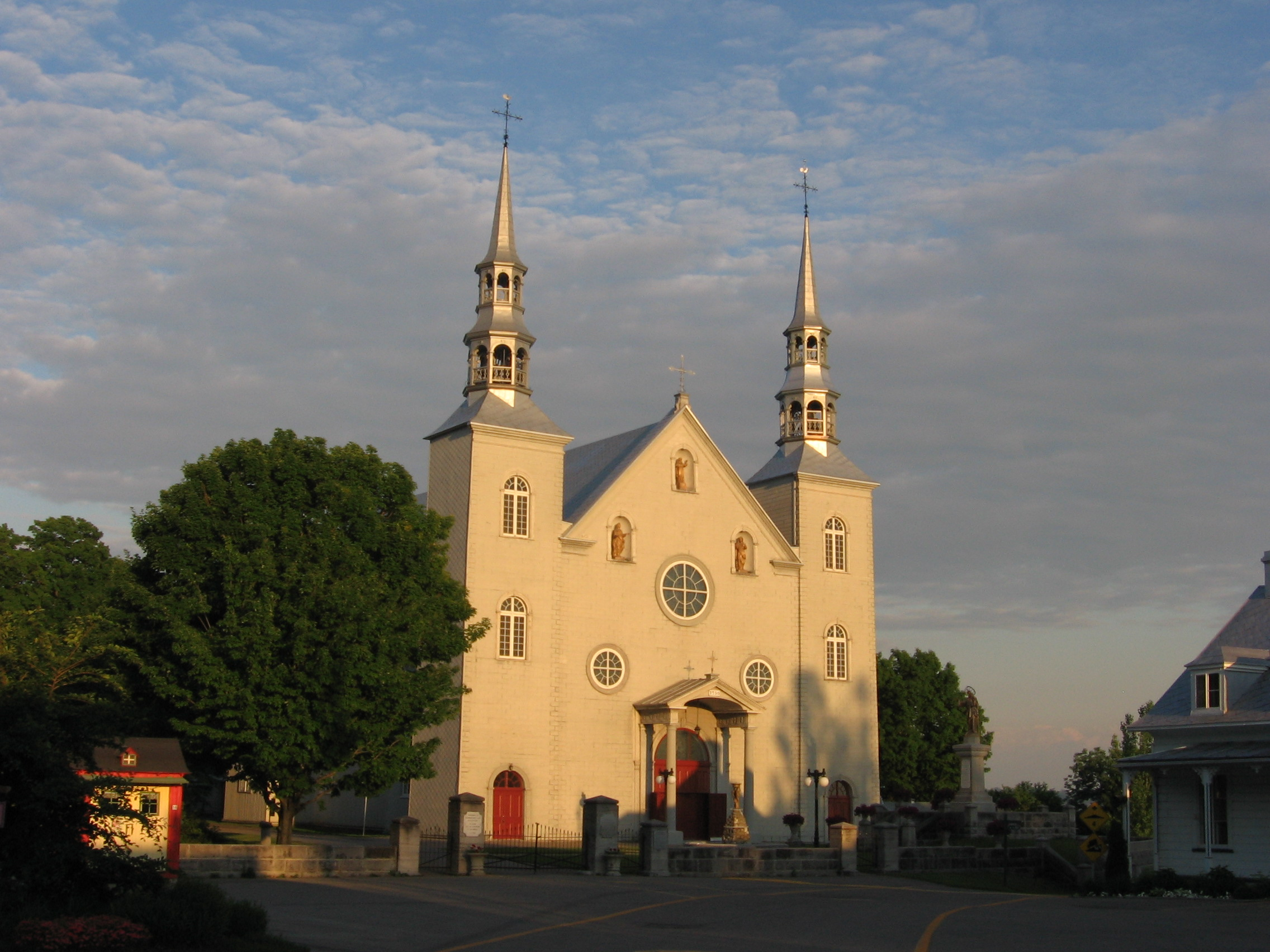
Église de Cap-Santé au coucher du soleil

L'église actuelle a été construite entre 1754 et 1767. Les travaux ont toutefois été interrompus pendant la guerre de Sept Ans (1756-1763). C'est une des dernières églises érigées sous le régime français. L'église révèle une architecture unique avec sa façade monumentale ornée de trois niches et ses deux tours surmontées de clochers, une décoration intérieure réalisée entre 1859 et 1861 par le sculpteur Raphaël Giroux et le maître-plâtrier François Blouin et un retable de forme trapézoïdale. Elle abrite de plus des tableaux d'Antoine Plamondon et de Joseph Légaré. Cette église a été classée monument historique en 1986 par le ministère des Affaires culturelles du Québec.
Le presbytère, bâti en 1849 d'après les plans de l'architecte Charles Baillargé avec ses fenêtres dormantes, est également imposant. Un cimetière entoure le paysage qui s'étend vers le bas jusqu'au fleuve Saint-Laurent.
Le conseil de ville fait l'acquisition du presbytère en 2018. Une consultation publique sur son utilisation est tenue au terme duquel il est décidé que l'édifice logera l'accueil touristique, un café, une salle de vente des produits des métiers d'arts et des locaux de permanence communautaire pour la fabrique locale, le Conseil du Patrimoine culturel, le comité touristique et la société d'histoire. 
Classée immeuble patrimonial en 1986, l'église fait partie du site patrimonial Sainte-Famille dans les catégories du patrimoine religieux de confession catholique et du patrimoine de la Nouvelle-France.  